# Linda Caicedo
Linda Caicedo (født 22. februar 2005) er en kvindelig colombiansk fodboldspiller, der spiller angreb for spanske Real Madrid i Liga F og Colombias kvindefodboldlandshold. Hun skrev i februar 2023 skiftede hun til den spanske storklub Real Madrid som 18-årig, hvor hun i sin første sæson stod noteret for to scoringer og fire assists i 10 kampe.
Hun blev i juni 2023 udtaget til den officielle colombiansk trup frem mod VM i fodbold 2023 i Australien/New Zealand. Undervejs scorede hun i åbningskampen til stillingen 2–0 mod Sydkorea og seks dage efter målet til 1–0 i den overraskende 2–1-sejr over VM-favoritterne fra Tyskland. Dette var bare to dage efter, at hun kollapsede til træning, som følge af stress og fysisk udmattelse.

## Privatliv
Caicedo fik sin professionelle debut som 14-årig for América de Cali i hjemlandet. Efter at have haft smerter i maven, blev Caicedo diagnosticeret med kræft i æggestokkene i begyndelsen af 2020, da hun var 15 år. Hun blev efterfølgende opereret for at fjerne sin tumor og gennemgik seks måneders kemoterapi. Hun genoptog fodboldtræningen få dage, efter hun var færdig med behandlingen.